# La mano de Nergal
La mano de Nergal (titulado originalmente en inglés The Hand of Nergal) es el fragmento de un relato inacabado del escritor estadounidense Robert E. Howard. El relato está protagonizado por el personaje de espada y brujería Conan el Cimmerio. Fue terminado por Lin Carter en un relato completo aunque apócrifo que Carter tituló The Hand of Nergal y que publicó en 1967 en la editorial Lancer Books.

## Trama
Conan es un mercenario que sirve en el ejército del imperio de Turan y está luchando en una batalla campal contra las fuerzas del sátrapa rebelde Munthassem Khan. Las dos partes están enzarzadas en un combate furioso, cuando Conan mira hacia arriba y ve una bandada de monstruos alados parecidos a murciélagos sombras gigantes de infernales ojos verdes, descendiendo del cielo sobre el campo de batalla. Ignorado por Conan, Munthassem Khan había convocado a estas criaturas sobrenaturales con el artefacto mágico conocido como «la mano de Nergal». Los turanios son derrotados y comienzan a retirarse del campo, excepto Conan, que se enfrenta él solo a uno de los monstruos murciélagos sombra. A medida que comienza a ser víctima del sobrenatural frío que emana del monstruo su mano se dirige hacia el misterioso talismán de oro de su bolsa que había encontrado antes. Cuando lo toca, una oleada de calor fluye a través de él, ahuyentando a los murciélagos sombra y volviéndolos contra sus antiguos aliados, el ejército de Munthassem Khan. Abrumado por el agotamiento, Conan pierde el conocimiento.
Algún tiempo después, Conan despierta y se encuentra solo en el campo de batalla en medio de los cadáveres y los restos de la guerra, pero pronto descubre dos supervivientes, el caballo que perteneció a su antiguo general, ahora muerto, y una joven Britunia llamada Hildico. Ésta había sido enviada por su maestro, el Mago Atalis de la cercana ciudad de Yaralet, gobernada por Munthassem Khan. La joven convence a Conan para que vaya con ella a ver a su amo, y Atalis le explica que se necesita su ayuda para detener el reinado tiránico de terror de Munthassem Khan sobre el pueblo de Yaralet y poner fin a su rebelión contra el rey turanio Yildiz.
Según el relato de Atalis, Munthassem Khan fue una vez un gobernante justo y misericordioso, hasta que entró en posesión de la Mano de Nergal, un objeto de poder maléfico en forma de cetro de marfil con una garra de demonio en un extremo agarrando un cristal y con inscripciones de extraños jeroglíficos y runas. Cayó a la tierra de las estrellas en el pasado antiguo y fue cambiando de manos a través de los siglos concediendo a los que lo reclamaban la promesa de máximo poder, así como la maldición de la destrucción final. La única manera de contrarrestar la fuerza malévola de la mano es con el talismán conocido como el Corazón de Tamuz, una piedra ámbar dorado con forma de corazón y cálida al tacto, el mismo talismán que Conan había encontrado y utilizado para superar a los murciélagos sombra.
Conan finalmente se enfrenta a Munthassem Khan en su sala del trono, pero se encuentra perdiendo ante el poder de la mano hasta que Hildico viene en su ayuda, toma el corazón de Tamuz y lo lanza a Munthassem Khan, golpeándolo en la cabeza y dejándolo inconsciente. Las fuerzas del corazón y de la mano se desatan entonces y libran una lucha cósmica una contra la otra hasta que ambos finalmente se unen con un gran estruendo demoledor como el de dos mundos chocando. Tras esto tanto el corazón como la mano desaparecen y no queda nada de Munthassem Khan excepto cenizas. La maldición se rompe y Yaralet es liberada.

## Adaptaciones
El fragmento de Howard fue adaptado a cómic por Roy Thomas y John Buscema en Marvel Comics.
- Datos: Q7738722